# 前进农场 (黑龙江)
前进农场是一个位于中华人民共和国黑龙江省佳木斯市同江市的农场，亦是黑龙江省农垦建三江管理局所属的一个农场。
前进农场建于1969年，由沈阳军区黑龙江生产建设兵团第二师进入同江市南部开荒建场，命名为第六师第六十团。1976年2月，撤销生产建设兵团，更名为前进农场，隶属建三江管理局。总面积115万亩，耕地面积79.6万亩。

## 行政区划
前进农场下辖以下单位：
前进场直社区、前进农场第二管理区、前进农场第三管理区、前进农场第四管理区、前进农场第六管理区、前进农场第七管理区、前进农场第九管理区、前进农场第十一管理区、前进农场第十四管理区、前进农场第十五管理区、前进农场第十六管理区、前进农场第十八管理区和前进农场第二十四管理区。